# Карлащук Вадим Миколайович
Вадим Миколайович Карлащук (рос. Вадим Николаевич Карлащук; нар. 30 липня 1984, Волгоград, РРФСР) — російський футболіст, захисник.

## Життєпис

### Початок кар'єри
Народився у Волгограді, вихованець місцевої СЖЮСШОР-19 «Олімпія». Дорослу футбольну кар'єру розпочав у сезоні 2001 року в волгоградській «Олімпії». Того сезону за «Олімпію» не зіграв жодного офіційного поєдинку. Дебютував у складі волгоградського колективу 16 квітня 2002 року в переможному (5:0) виїзному поєдинку 1/256 фіналу кубку Росії проти волзького «Торпедо». Вадим вийшов на поле на 75-й хвилині, замінивши Віталія Казанцева. У другому дивізіоні чемпіонату Росії дебютував 30 червня 2002 року в переможному (4:0) домашньому поєдинку 13-го туру зони «Поволжя» проти «Іскри» (Енгельс). Каращук вийшов на поле на 77-й хвилині, замінивши Андрія Рябих. У сезоні 2002 року зіграв 1 матч у Другому дивізіоні та 2 — у Кубку Росії. По ходу сезону 2002 року був переведений у фарм-клуб волгоградців, аматорську «Олімпію-2», кольори якої захищав до 2003 року. У 2003 році перейшов до вищолігового ярославльського «Шинника», але за першу команду не зіграв жодного офіційного поєдинку. В першості дублерів за «Шинник» провів 11 поєдинків. По ходу сезону приєднався до гранду російського футболу, московського «Спартака», проте, як і в «Шиннику», за першу команду москвичів не зіграв жодного офіційного поєдинку. У першості дублерів у футболці «Спартака» провів 20 поєдинків.

### «Арсенал» (Харків)
У пошуках стабільної ігрової практики залишає Росію та переїздить в Україну, де підписує контракт з першоліговим харківським «Арсеналом». У футболці харківського колективу дебютував 12 квітня 2005 року в переможному (1:0) домашньому поєдинку 23-го туру Першої ліги проти дніпродзержинської «Сталі». Вадим вийшов на поле в стартовому складі, а на 46-й хвилині його замінив Анатолій Опря. Цей поєдинок виявився для Карлащука єдиним у футболці «Арсеналу».

### Повернення до Росії та завершення кар'єри
У 2005 році Вадим повертається до Росії, де стає гравцем московського клубу «Спартак-молодіжна», який виступає в аматорському чемпіонаті Росії. У футболці москвичів відзначився 2-ма голами в 11-ти поєдинках. У 2007 році Карлащук повернувся в професіональний футбол, підписавши контракт з клубом «Реутов» з Другого дивізіону. Дебютував у футболці «городян» 22 квітня 2007 року в програному (0:2) виїзному поєдинку 1-го туру зони «Захід» проти щолковського «Спартака». Вадим вийшов на поле в стартовому складі та відіграв увесь матч. У складі «Спартака» в другому дивізіоні відіграв 41 матч, ще 2 поєдинки провів у кубку Росії. У 2009 році «Реутов» було розформовано й Карлащук отримав статус вільного агента.
У 2009 році підсилив ФК «Астрахань», який виступав у зоні «Південь» Другого дивізіону чемпіонату Росії. Дебютував за астраханців 5 квітня 2009 року в програному (0:3) домашньому поєдинку 1-го туру чемпіонату проти «Ставрополя». Карлащук вийшов на поле в стартовому складі, а на 75-й хвилині його замінив Сергій Лопін. Дебютним голом у футболці «Астрахані» відзначився 12 вересня 2010 року на 29-й хвилині переможного (4:2) домашнього поєдинку 25-го туру чемпіонату проти новочеркаського МІТОСа. Вадим вийшов на поле в стартовому складі та відіграв увесь матч, а на 49-й хвилині отримав жовту картку. У футболці астраханців у чемпіонаті Росії зіграв 147 матчів та відзначився 8-ма голами, ще 15 матчів (2 голи) провів у кубку Росії. Наприкінці 2014 року вирішив завершити кар'єру футболіста.